# Prayssas

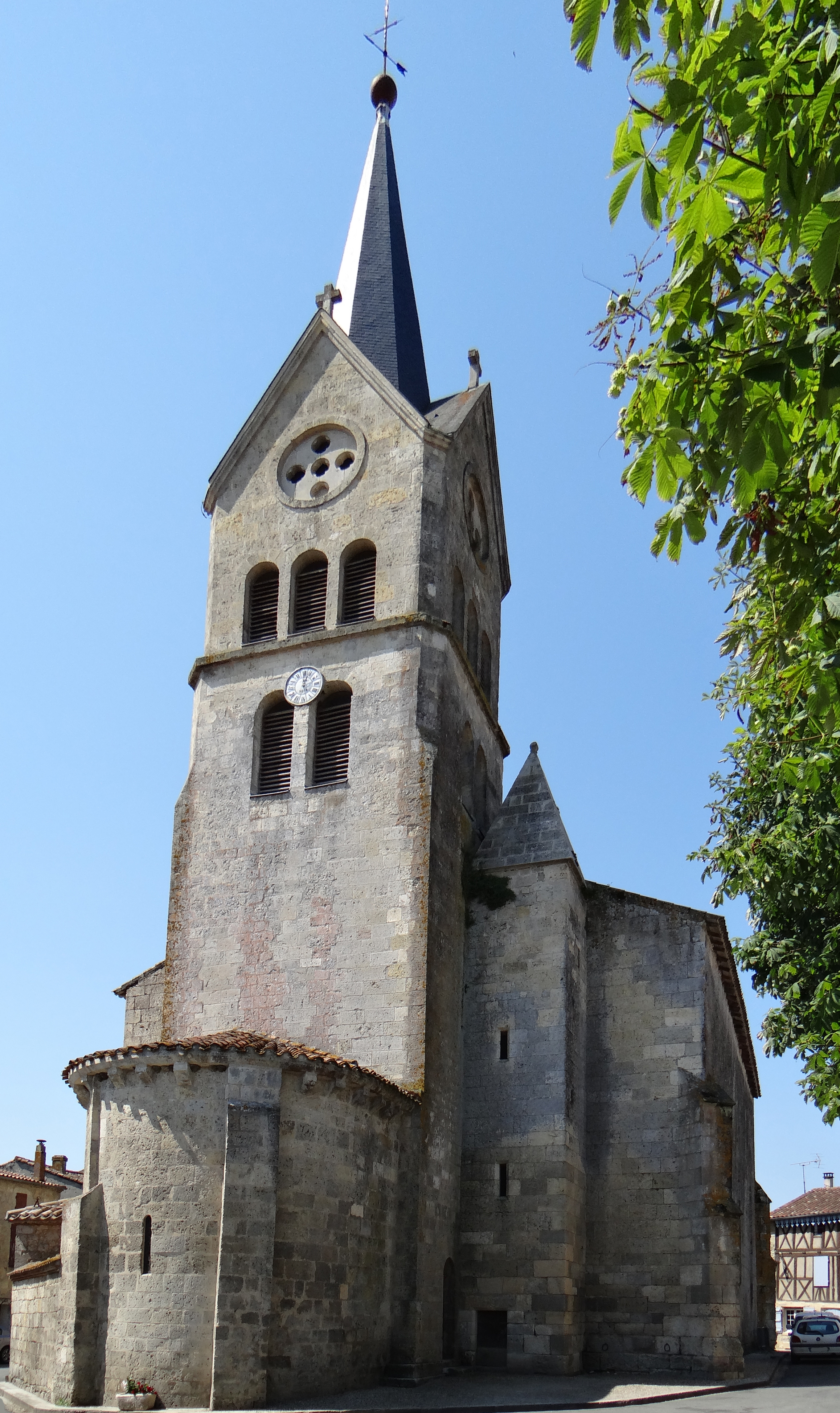

Prayssas [pʁesas] est une commune du Sud-Ouest de la France, située dans le département de Lot-et-Garonne (région Nouvelle-Aquitaine).

## Géographie

### Localisation
Commune située dans le pays de Serres. Prayssas se trouve dans l'aire d'attraction d'Agen. La grande ville la plus proche est Agen.

### Communes limitrophes
Les communes limitrophes sont  Cours, Frégimont, Lacépède, Laugnac, Lusignan-Petit, Madaillan, Montpezat et Saint-Salvy.
| Lacépède    | Montpezat      | Cours     |
| Saint-Salvy | Prayssas       | Laugnac   |
| Frégimont   | Lusignan-Petit | Madaillan |

### Géologie et relief
Son altitude minimale est de 66 mètres et la maximale est de 207 mètres avec une moyenne de 137 mètres. La mairie est à 170 mètres d'altitude.

### Géologie et sismicité
Village se situant au cœur du pays de Serres on retrouve tous types de sol, domination de l'argile à 39 %, terre limoneuse à 35 %, et sols sableux à 8 %. Les textures principales sont brunifiées et hydromorphes.
Le Lot-et-Garonne n'est pas en zone de risque sismique.

### Hydrographie
La Masse de Prayssas arrose la commune.

### Climat
Le climat qui caractérise la commune est qualifié, en 2010, de « climat du Bassin du Sud-Ouest », selon la typologie des climats de la France qui compte alors huit grands types de climats en métropole. En 2020, la commune ressort du type « climat océanique altéré » dans la classification établie par Météo-France, qui ne compte désormais, en première approche, que cinq grands types de climats en métropole. Il s’agit d’une zone de transition entre le climat océanique et les climats de montagne et semi-continental. Les écarts de température entre hiver et été augmentent avec l'éloignement de la mer. La pluviométrie est plus faible qu'en bord de mer, sauf aux abords des reliefs.
Les paramètres climatiques qui ont permis d’établir la typologie de 2010 comportent six variables pour les températures et huit pour les précipitations, dont les valeurs correspondent à la normale 1971-2000. Les sept principales variables caractérisant la commune sont présentées dans l'encadré ci-après.
| Paramètres climatiques communaux sur la période 1971-2000 - Moyenne annuelle de température : 13,3 °C - Nombre de jours avec une température inférieure à −5 °C : 2,1 j - Nombre de jours avec une température supérieure à 30 °C : 8,1 j - Amplitude thermique annuelle : 15,7 °C - Cumuls annuels de précipitation : 818 mm - Nombre de jours de précipitation en janvier : 10,9 j - Nombre de jours de précipitation en juillet : 6,9 j |

Avec le changement climatique, ces variables ont évolué. Une étude réalisée en 2014 par la Direction générale de l'Énergie et du Climat complétée par des études régionales prévoit en effet que la  température moyenne devrait croître et la pluviométrie moyenne baisser, avec toutefois de fortes variations régionales. La station météorologique de Météo-France installée sur la commune et mise en service en 1995 permet de connaître en continu l'évolution des indicateurs météorologiques. Le tableau détaillé pour la période 1981-2010 est présenté ci-après.
| Mois                                  | jan.          | fév.           | mars          | avril         | mai           | juin          | jui.          | août            | sep.          | oct.            | nov.            | déc.          | année      |
| ------------------------------------- | ------------- | -------------- | ------------- | ------------- | ------------- | ------------- | ------------- | --------------- | ------------- | --------------- | --------------- | ------------- | ---------- |
| Température minimale moyenne (°C)     | 3,2           | 3,5            | 5,6           | 7,7           | 11,2          | 14,4          | 15,8          | 16              | 13,2          | 11              | 5,9             | 3,2           | 9,3        |
| Température moyenne (°C)              | 6,2           | 7,2            | 10,2          | 12,6          | 16,4          | 19,8          | 21,3          | 21,5            | 18,5          | 15,2            | 9,1             | 6             | 13,7       |
| Température maximale moyenne (°C)     | 9,2           | 10,9           | 14,8          | 17,6          | 21,5          | 25,3          | 26,8          | 27              | 23,8          | 19,5            | 12,4            | 8,9           | 18,2       |
| Record de froid (°C) date du record   | −8,2 13.01.03 | −11,9 09.02.12 | −8,6 01.03.05 | −1 07.04.08   | 1,3 05.05.19  | 6,6 01.06.06  | 9,5 12.07.00  | 10,2 28.08.1998 | 4,4 25.09.02  | −1,5 31.10.1997 | −5,1 22.11.1998 | −9 17.12.01   | −11,9 2012 |
| Record de chaleur (°C) date du record | 18 02.01.03   | 25,1 27.02.19  | 25,9 20.03.05 | 29,2 24.04.07 | 33,3 30.05.01 | 37,3 27.06.19 | 38,5 23.07.19 | 39,4 04.08.03   | 35,8 03.09.05 | 31,4 04.10.04   | 24,1 07.11.15   | 18,4 08.12.10 | 39,4 2003  |
| Précipitations (mm)                   | 66,5          | 58,5           | 59,2          | 78,2          | 79,8          | 69            | 54,2          | 59,1            | 64,7          | 75,1            | 76,3            | 70,4          | 811        |

## Urbanisme

### Typologie
Au 1er janvier 2024, Prayssas est catégorisée commune rurale à habitat dispersé, selon la nouvelle grille communale de densité à sept niveaux définie par l'Insee en 2022.
Elle est située hors unité urbaine. Par ailleurs la commune fait partie de l'aire d'attraction d'Agen, dont elle est une commune de la couronne,. Cette aire, qui regroupe 81 communes, est catégorisée dans les aires de 50 000 à moins de 200 000 habitants,.

### Occupation des sols

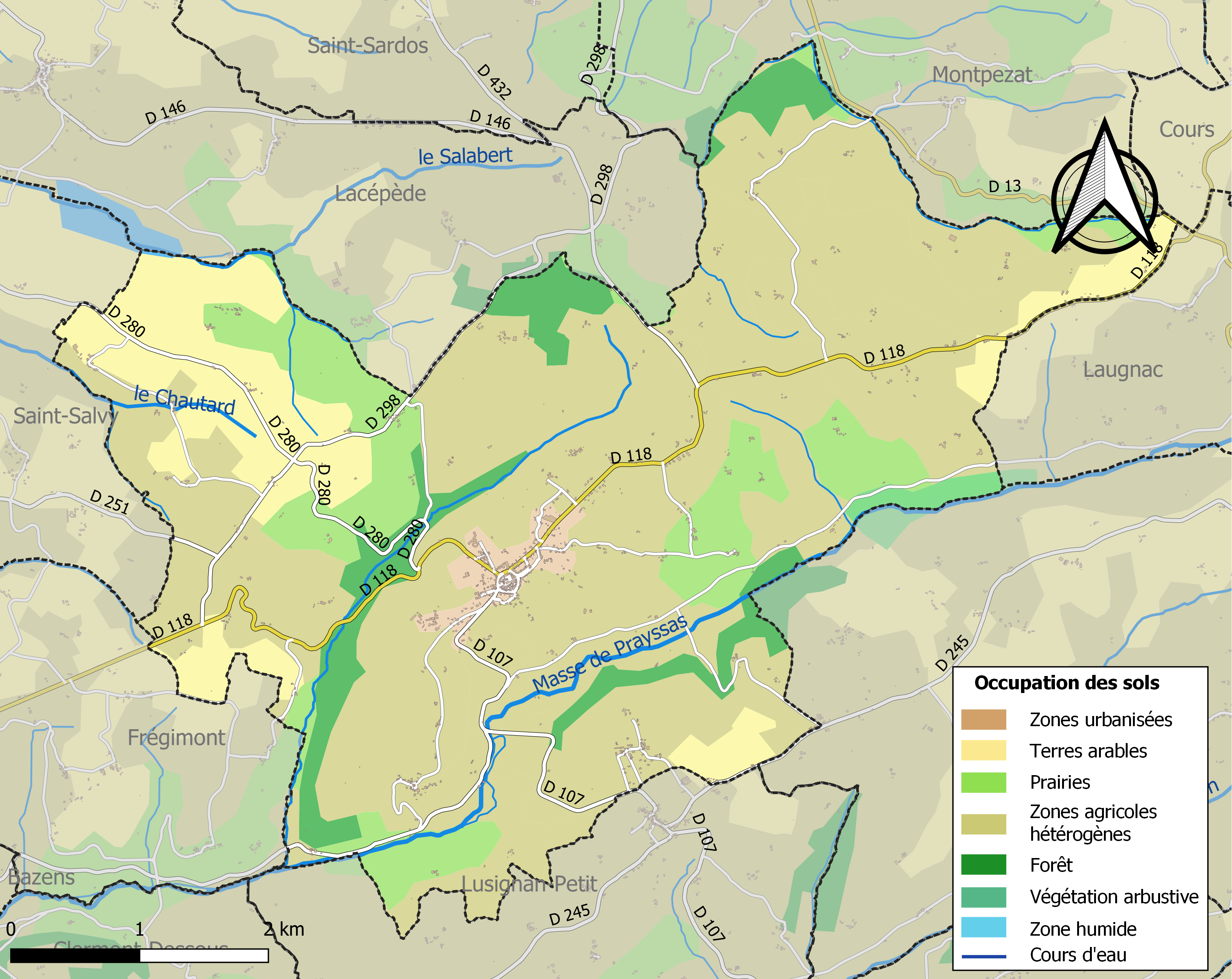
Carte des infrastructures et de l'occupation des sols de la commune en 2018 (CLC).

L'occupation des sols de la commune, telle qu'elle ressort de la base de données européenne d’occupation biophysique des sols Corine Land Cover (CLC), est marquée par l'importance des territoires agricoles (90,1 % en 2018), en diminution par rapport à 1990 (91,4 %). La répartition détaillée en 2018 est la suivante : 
zones agricoles hétérogènes (65,4 %), prairies (12,1 %), terres arables (11,7 %), forêts (7,2 %), zones urbanisées (1,9 %), cultures permanentes (0,9 %), milieux à végétation arbustive et/ou herbacée (0,8 %). L'évolution de l’occupation des sols de la commune et de ses infrastructures peut être observée sur les différentes représentations cartographiques du territoire : la carte de Cassini (XVIIIe siècle), la carte d'état-major (1820-1866) et les cartes ou photos aériennes de l'IGN pour la période actuelle (1950 à aujourd'hui).

### Voies de communication et transports
- D118 La départementale 656 en direction d'Agen.
- A62 L'autoroute A62 a une sortie au Passage desservant la ville d'Agen, échangeur no 7 à environ 20 km.
- Des bus scolaires font la navette matin et soir vers Agen.
- L'aéroport d'Agen-la Garenne est à 20 km.

### Risques majeurs
Le territoire de la commune de Prayssas est vulnérable à différents aléas naturels : météorologiques (tempête, orage, neige, grand froid, canicule ou sécheresse), inondations, mouvements de terrains et séisme (sismicité très faible). Un site publié par le BRGM permet d'évaluer simplement et rapidement les risques d'un bien localisé soit par son adresse soit par le numéro de sa parcelle.
Certaines parties du territoire communal sont susceptibles d’être affectées par le risque d’inondation par une crue à  débordement lent de cours d'eau, notamment la Masse de Prayssas, le Salabert et le Chautard. La commune a été reconnue en état de catastrophe naturelle au titre des dommages causés par les inondations et coulées de boue survenues en 1982, 1993, 1999, 2003, 2009 et 2020,.
Les mouvements de terrains susceptibles de se produire sur la commune sont des affaissements et effondrements liés aux cavités souterraines (hors mines) et des tassements différentiels. Afin de mieux appréhender le risque d’affaissement de terrain, un inventaire national permet de localiser les éventuelles cavités souterraines sur la commune.

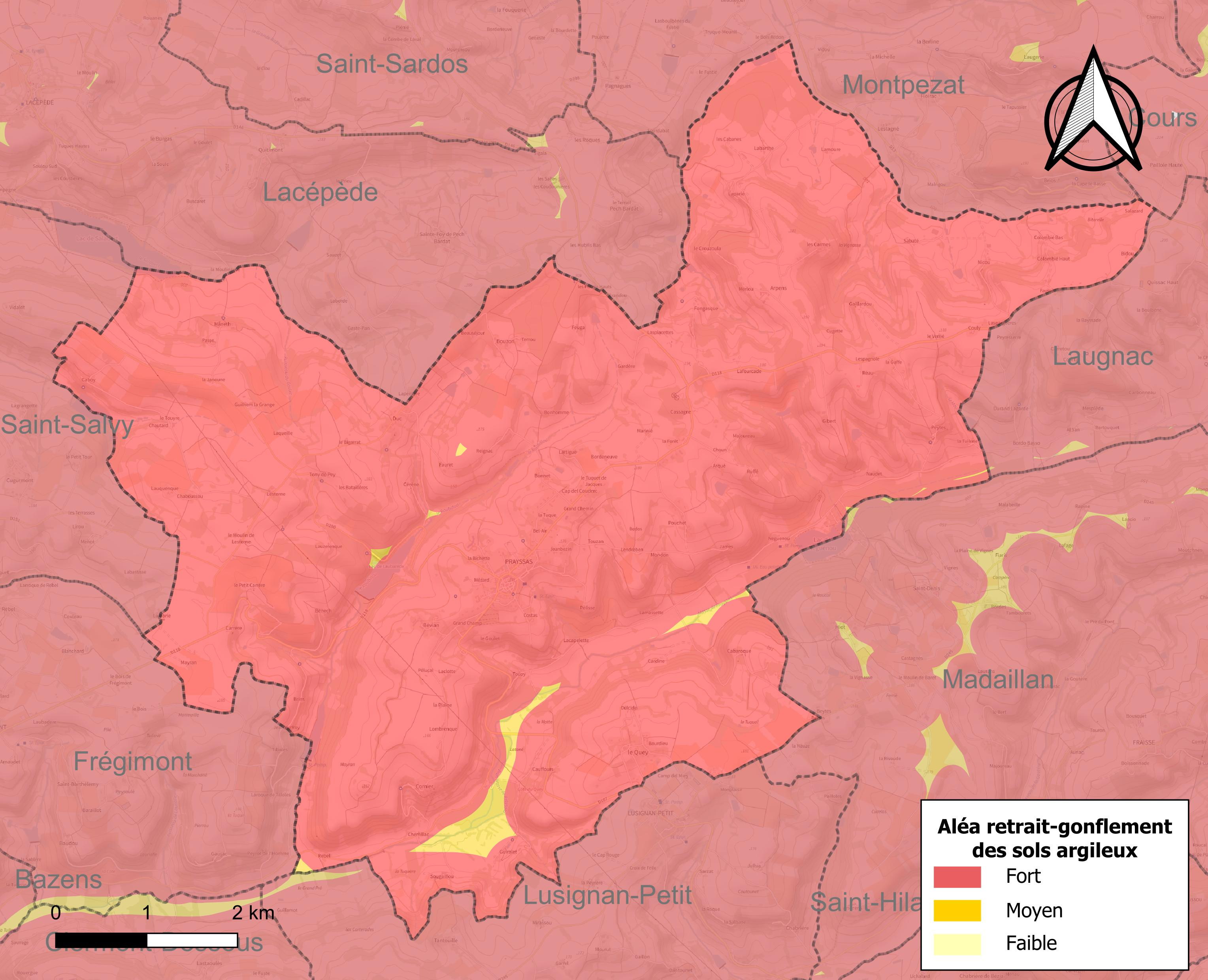
Carte des zones d'aléa retrait-gonflement des sols argileux de Prayssas.

Le retrait-gonflement des sols argileux est susceptible d'engendrer des dommages importants aux bâtiments en cas d’alternance de périodes de sécheresse et de pluie. La totalité de la commune est en aléa moyen ou fort (91,8 % au niveau départemental et 48,5 % au niveau national). Depuis le 1er octobre 2020, en application de la loi ELAN, différentes contraintes s'imposent aux vendeurs, maîtres d'ouvrages ou constructeurs de biens situés dans une zone classée en aléa moyen ou fort,.
Concernant les mouvements de terrains, la commune a été reconnue en état de catastrophe naturelle au titre des dommages causés par la sécheresse en 2003, 2005, 2011 et 2017 et par des mouvements de terrain en 1999 et 2020.

## Histoire
HISTOIRE ANCIENNE

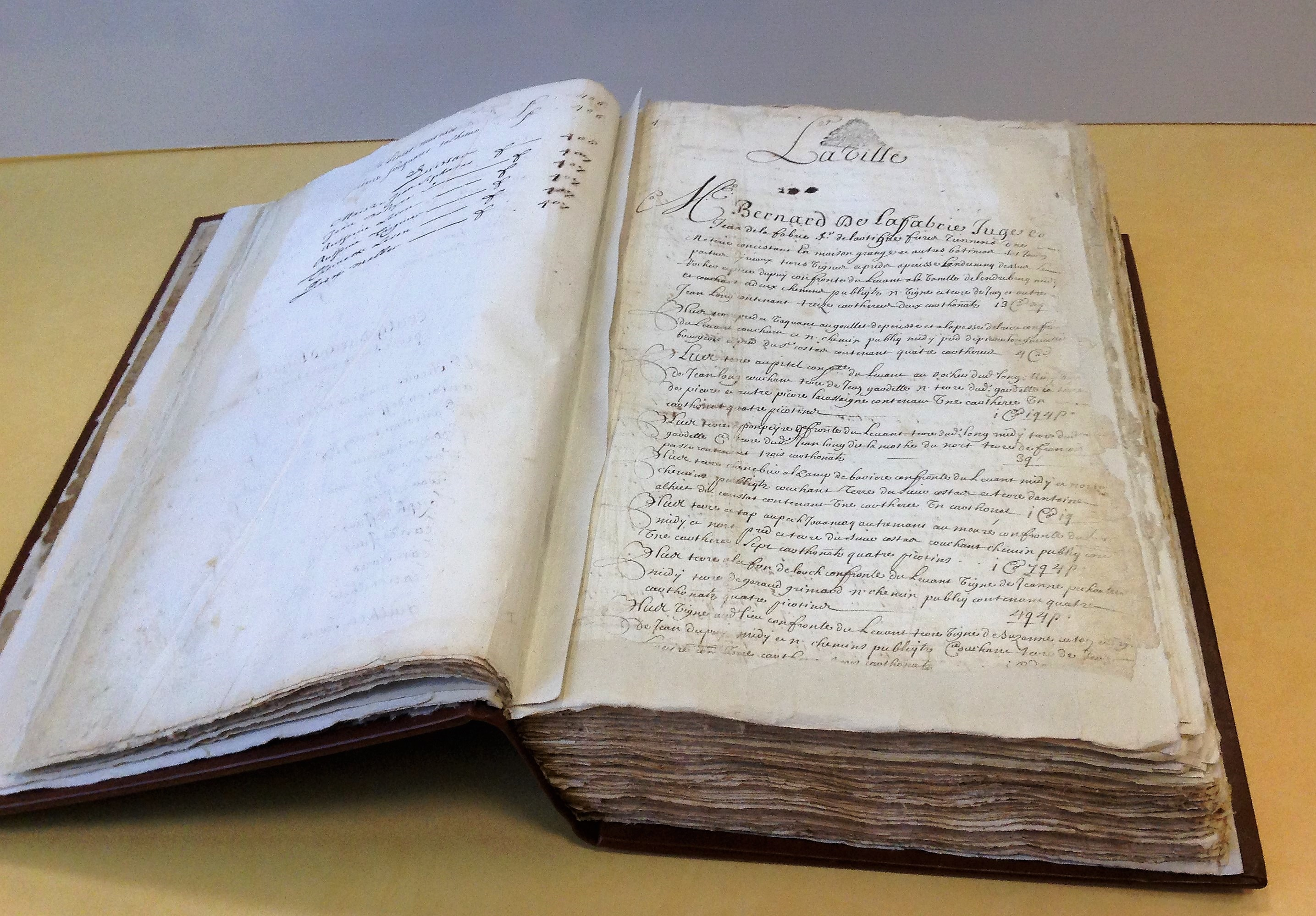
Le terrier de Prayssas.

Le concile de Charroux en 989 a déclaré « La paix de dieu » qu’il traduit par un cercle de protection de 30 ou 50 pas autour de l’édifice religieux : « le cercle de paix ».
Aussi, autour d’une église primitive, s’est construit un premier cercle que l’on parcourt en suivant les rues St Jérôme, rue Voltaire, rue Philippe Pradelle, rue Fréderic Roumanès et rue Jean-Jacques Rousseau ; premier cercle sous la protection des ecclésiastiques, selon une organisation que l’on nomme « sauveté ».
Mais cette protection symbolique s’est très vite révélée insuffisante et les habitants, ont demandé aide aux seigneurs du lieu, les seigneurs de Prayssas. Et ceux-ci ont édifié le deuxième cercle de protection qui comprend les logis seigneuriaux, des remparts et quatre portes, démolies au XIXe siècle, circulation oblige.
Au fil des siècles, Prayssas est resté contenu dans ses remparts et on peut penser que chaque reconstruction ou rénovation s’est faite sur les fondations existantes, et il subsiste encore aujourd’hui une structure urbanistique presque millénaire.
La grande coutume, ouvrage déposé aux archives départementales à Agen, de 1266, atteste, entre autres, de l’existence des remparts et des portes, et de l’organisation de la protection de la ville.
Les premiers seigneurs connus vivaient en 1259 : Pons, Aymeric, Gaubert et Amanieu de Prayssas. Ils seront signataire de la Grande Coutume de Prayssas.
En 1358, Edouard III concède Prayssas à Amanieu du Fossat seigneur de Madaillan. Prayssas se transmit ensuite comme un bien de famille dans la lignée des Montpezat, jusqu’au 17e siècle. 
Le dernier seigneur de Prayssas, César de Sansac, fut déclaré émigré en 1793 et ses biens mis sous séquestre et vendus.

## Héraldique
| Blason de Prayssas | Blason  | De gueules à deux balances d'or, l'une au-dessus de l'autre. |
| Blason de Prayssas | Détails | Officiel.                                                    |

## Politique et administration
| Période                                  | Période  | Identité           | Étiquette    | Qualité |
| ---------------------------------------- | -------- | ------------------ | ------------ | --- |
| 1977                                     | 1995     | Guy Cassany        |              | |
| juin 1995                                | mai 2020 | Alain Merly        | UDF puis UDI | Député de la 3e circonscription de 2002 à 2007 Conseiller général du canton de Prayssas (1992-2015) puis conseiller départemental (2015-2021) |
| mai 2020                                 | En cours | Philippe Bousquier | LR           | Conseiller départemental depuis juin 2021 |
| Les données manquantes sont à compléter. |          |                    |              | |

## Population et société

### Démographie
L'évolution du nombre d'habitants est connue à travers les recensements de la population effectués dans la commune depuis 1793. Pour les communes de moins de 10 000 habitants, une enquête de recensement portant sur toute la population est réalisée tous les cinq ans, les populations de référence des années intermédiaires étant quant à elles estimées par interpolation ou extrapolation. Pour la commune, le premier recensement exhaustif entrant dans le cadre du nouveau dispositif a été réalisé en 2004.

En 2022, la commune comptait 995 habitants, en évolution de −0,4 % par rapport à 2016 (Lot-et-Garonne : −0,18 %, France hors Mayotte : +2,11 %).
| 1793  | 1800  | 1806  | 1821  | 1831  | 1836  | 1841  | 1846  | 1851  |
| ----- | ----- | ----- | ----- | ----- | ----- | ----- | ----- | ----- |
| 1 750 | 1 319 | 1 537 | 1 546 | 1 550 | 1 557 | 1 803 | 1 733 | 1 705 |

| 1856  | 1861  | 1866  | 1872  | 1876  | 1881  | 1886  | 1891  | 1896  |
| ----- | ----- | ----- | ----- | ----- | ----- | ----- | ----- | ----- |
| 1 696 | 1 593 | 1 609 | 1 510 | 1 581 | 1 533 | 1 478 | 1 293 | 1 181 |

| 1901  | 1906  | 1911  | 1921 | 1926 | 1931 | 1936 | 1946 | 1954 |
| ----- | ----- | ----- | ---- | ---- | ---- | ---- | ---- | ---- |
| 1 188 | 1 184 | 1 116 | 952  | 951  | 947  | 983  | 958  | 993  |

| 1962 | 1968 | 1975 | 1982 | 1990 | 1999 | 2004 | 2006 | 2009 |
| ---- | ---- | ---- | ---- | ---- | ---- | ---- | ---- | ---- |
| 957  | 881  | 758  | 732  | 784  | 921  | 934  | 923  | 943  |

| 2014 | 2019 | 2022 | - | - | - | - | - | - |
| ---- | ---- | ---- | - | - | - | - | - | - |
| 987  | 995  | 995  | - | - | - | - | - | - |

### Sports
Le gymnase communal est le gymnase Léo-Lagrange.
La commune accueille : un club de basket, un club de gymnastique et un club de badminton. L'olympien Gabriel Tual est originaire du village.

## Lieux et monuments
- Église Saint-Jean de Prayssas. L'église (à l'exception des parties classées) a été inscrite au titre des monuments historiques en 1965[26]. L'abside, la travée droite la précédant, la base du clocher jusqu'à la base de la coupole centrale ont été classées au titre des monuments historiques en 1965[26].
- Église Saint-Étienne de Castillou. Elle est inscrite à l'Inventaire général du patrimoine culturel[27].
- Église Notre-Dame d'Arpens. Elle est inscrite à l'Inventaire général du patrimoine culturel[28].
- Église Notre-Dame de Lesterne. Elle est inscrite à l'Inventaire général du patrimoine culturel[29].

## Manifestations
- Foire des beaux jours (en mai)
- Lous Festayres de Prayssas. (en août)
- Marché hebdomadaire aux truffes fraîches d'hiver (qualité contrôlée). Tous les dimanches matin à 10 h (précises) de décembre à mars

Prayssas a renoué avec sa tradition trufficole présente au XIXe siècle et de retour en 2012-2013 par un marché hebdomadaire tous les dimanches matin (à la saison, de mi-décembre à mi/fin février) à 10 h sous la mairie de vente de truffes tuber mélanosporum. C'est un marché de détail où les apports de truffes sont contrôlés (canifées) et classés en catégories : extra, 1re catégorie et 2e catégorie.
Les rencontres musicales insolites : depuis 2004 est organisée une saison musicale d'octobre à juin à raison d'un concert par mois chaque premier dimanche du mois (sauf janvier). L'entrée est libre avec participation.